# Mímis Stefanídis
Dimítris « Mímis » Stefanídis (grec moderne : Δημήτρης «Μίμης» Στεφανίδης), né en 1931, à Athènes, en Grèce, est un ancien joueur et entraîneur de basket-ball grec.

## Palmarès
- 3e des Jeux méditerranéens 1955